# مجزرة عائلة أبو حبل (18 نوفمبر 2023)
مجزرة عائلة أبو حبل (18 نوفمبر 2023) هي مجزرةٌ ارتكبها سلاح الجوّ الإسرائيلي حينما أغارَ على منزل سكني يتبع لعائلة أبو حبل. وخلال يوم السبت الموافق 18 نوفمبر 2023 قام سلاح الجو بشن سلسلة غارات على مخيم جباليا شمال قطاع غزة، واستهدفت هذه الغارات منزل سكني يعيش به كافة أفراد عائلة أبو حبل. هذه المجزرة من ضمن عدة مجازر وقعت خلال عملية طوفان الأقصى. تسبّبت هذه المجزرة الإسرائيليّة والتي استهدفت عائلة أبو حبل إلى استشهاد أكثر من 32 شهيداً من عائلة أبو حبل بينهم 19 طفلاً.

## خلفية الحدث
في ساعاتِ الصباح الأولى من يوم السابع من أكتوبر 2023 أطلقت حركة المقاومة الإسلامية حماس عبر ذراعها العسكري كتائب الشهيد عز الدين القسام عملية طوفان الأقصى وذلك ردًا على الاعتداءات الإسرائيلية وتدنيس الأقصى والاستمرار في الاستيطان، كما أكّد على ذلك محمد الضيف القائد العام للقسّام والذي أعطى إشارة انطلاق العمليّة التي شهدت اقتحامًا من المقاومين لمستوطنات غلاف غزة ونجحوا في قتلِ عدد كبيرٍ من الجنود الإسرائيلين، وأسر عشرات آخرين كما استطاعوا خلال ساعات قطع عشرات الكيلومترات ووصلوا لمستوطنات أبعد من تلك المحيطة والقريبة من قطاع غزة.
استمرَّت الاشتباكات بين الجيش الإسرائيلي وبين المقاومين في عديد من المستوطنات وعلى رأسها مستوطنة سديروت. الرد الإسرائيلي على هذه العمليّة جاء من خلال شنّ سلاح الجو الإسرائيلي عشرات الغارات العشوائيّة على القطاع متسبّبة في مقتل عشرات المدنيين وتدمير البنية التحتية لمدن القطاع، ليصل حد فرض إغلاق شامل وقطع متعمد لكل الخدمات من ماء وكهرباء وغاز، وهو ما هدَّد حياة أكثر من مليونَي فلسطيني يعيشُ داخل القطاع الذي يُعاني أصلًا من تبعات الحصار الخانق عليهم منذ ستة عشر عاماً.
وفي مساء يوم 27 أكتوبر/تشرين الأول، أعلن جيش الاحتلال الإسرائيلي بدء الهجوم بري على قطاع غزة من خلال بدء التوغل في بلدة بيت حانون ومخيم البريج. حدث الهجوم وسط سلسلة من الغارات الجوية الإسرائيلية واسعة النطاق التي أدت إلى قطع الاتصالات المتنقلة والوصول إلى الإنترنت في غزة.

## الضحايا
1. حسن ياسين أبو حبل.
2. زهية أبو حبل.
3. أحمد حسن ياسين أبو حبل.
4. أسماء حسن ياسين أبوحبل.
5. عماد فلفل (زوج أسماء) .
6. أنس فلفل.
7. قيس فلفل.
8. تالا فلفل.
9. صابرين أبو حبل.
10. مهند علاء حسن أبو حبل.
11. حسن علاء حسن أبو حبل.
12. لينا علاء حسن أبو حبل.
13. دينا علاء حسن أبو حبل.
14. آسيا أبو حبل.
15. مصعب بهاء حسن  أبو حبل.
16. محمد بهاء حسن أبو حبل.
17. سراج بهاء حسن  أبو حبل.
18. نازك بهاء حسن أبو حبل.
19. ندى أبو حبل.
20. براء نور حسن أبو حبل.
21. حسن نور حسن أبو حبل.
22. محمد نور حسن أبو حبل.
23. فراس نور حسن أبو حبل.
24. يمان نور حسن أبو حبل.
25. منال أبو حبل.
26. كرم ياسين حسن أبو حبل.
27. سوار ياسين حسن أبو حبل.
28. طفلة مولودة حديثاً، بنت ياسين.
29. منى أبو حبل
30. قصي محمد حسن أبو حبل.
31. حمزة محمد حسن أبو حبل.
32. ريتال محمد حسن أبو حبل.